# Rob Lovejoy
Robert Lionell Lovejoy III (* 23. Oktober 1991 in Greensboro, North Carolina) ist ein ehemaliger US-amerikanischer Fußballspieler, der überwiegend auf der Position eines Stürmers gespielt hat.

## Karriere

### Jugend und Amateurfußball
Lovejoy verbrachte seine ganze Collegekarriere an der University of North Carolina. In dieser Zeit spielte er 71 Spiele für seine Collegemannschaft und erzielte dabei 20 Tore und bereitete auch noch 16 weitere vor. Zur gleichen Zeit spielte er außerdem noch in der höchsten Amateurliga der USA, der USL Premier Development League für die Carolina Dynamo´s.

### Vereinskarriere
Am 15. Januar 2015 wurde er als 15. Pick in der zweiten Runde des MLS SuperDraft 2015 von den Houston Dynamos gewählt, bei denen er einen Monat später einen Profivertrag unterschrieb. Sein Pflichtspieldebüt absolvierte er am 13. März 2015 bei der 0:1-Niederlage gegen Orlando City.
Lovejoy wurde nach dem Ende der Saison 2016 von Houston entlassen und verkündete daraufhin sein Karriereende.